# استفان لاسمه
استفان لاسمه (انگلیسی: Stéphane Lasme؛ زادهٔ ۱۷ دسامبر ۱۹۸۲) بازیکن بسکتبال اهل گابن است.
از باشگاه‌هایی که در آن بازی کرده‌است می‌توان به گلدن استیت واریرز، باشگاه بسکتبال پارتیزان، میامی هیت، باشگاه ورزشی افس پیلسن، باشگاه بسکتبال اوبرادویرو، مین رد کلاوز، و باشگاه بسکتبال پاناتینایکوس اشاره کرد.